# Selwyn College

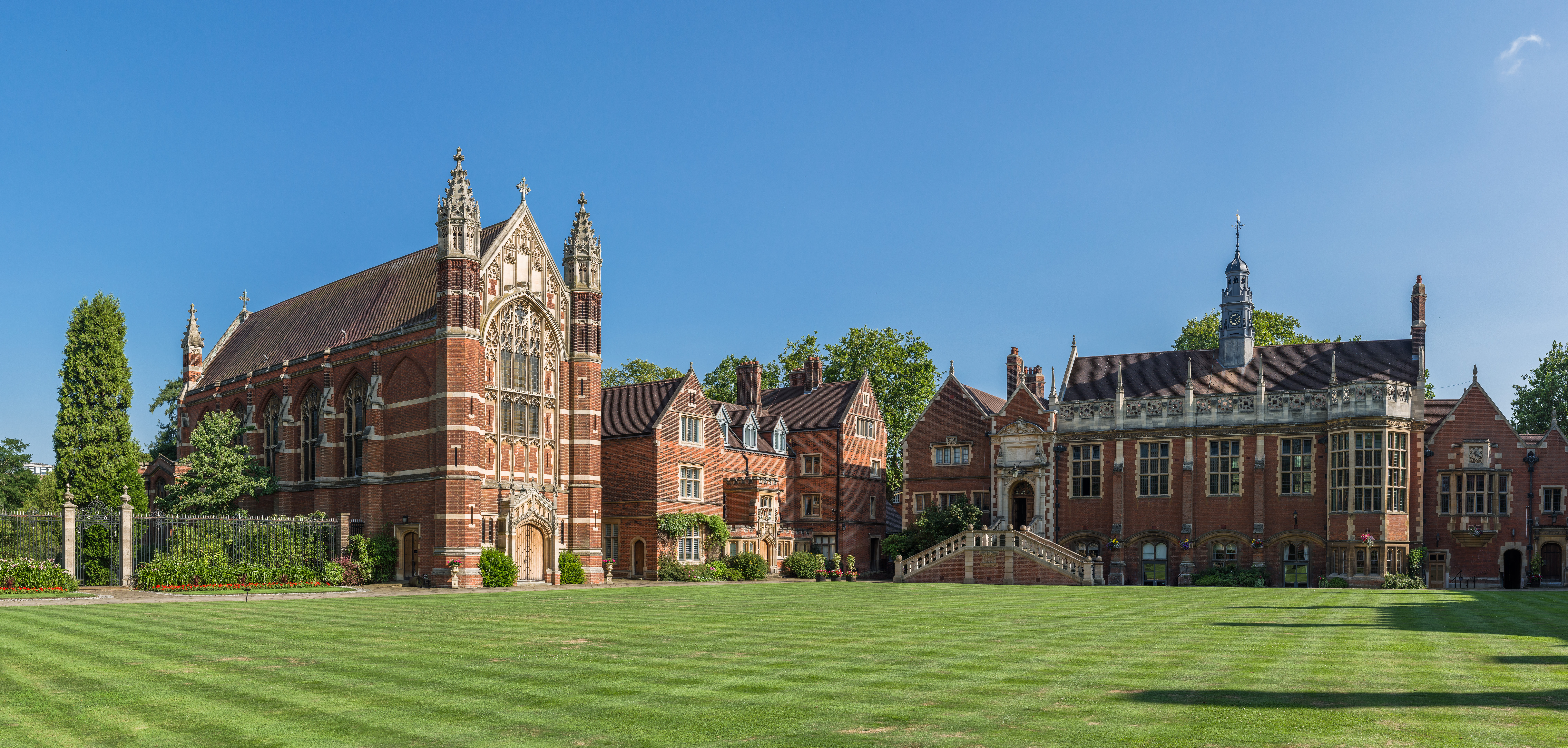
Selwyn College Old Court

Escudo de armas del Selwyn.

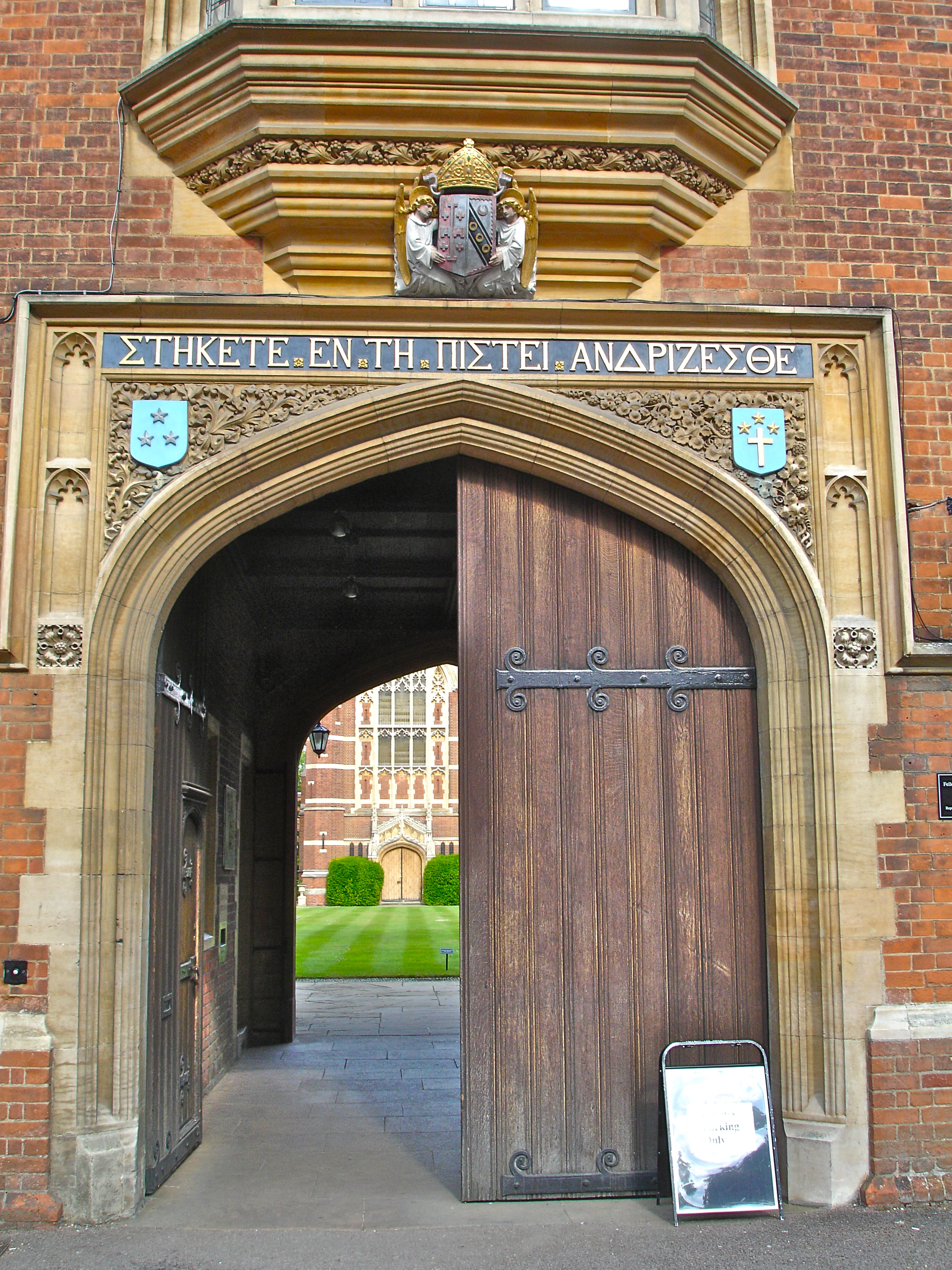
Puerta principal del Selwyn College en Old Court, con la frase en griego de 1 Corinthians 16:13 que tiene el motto del College encima

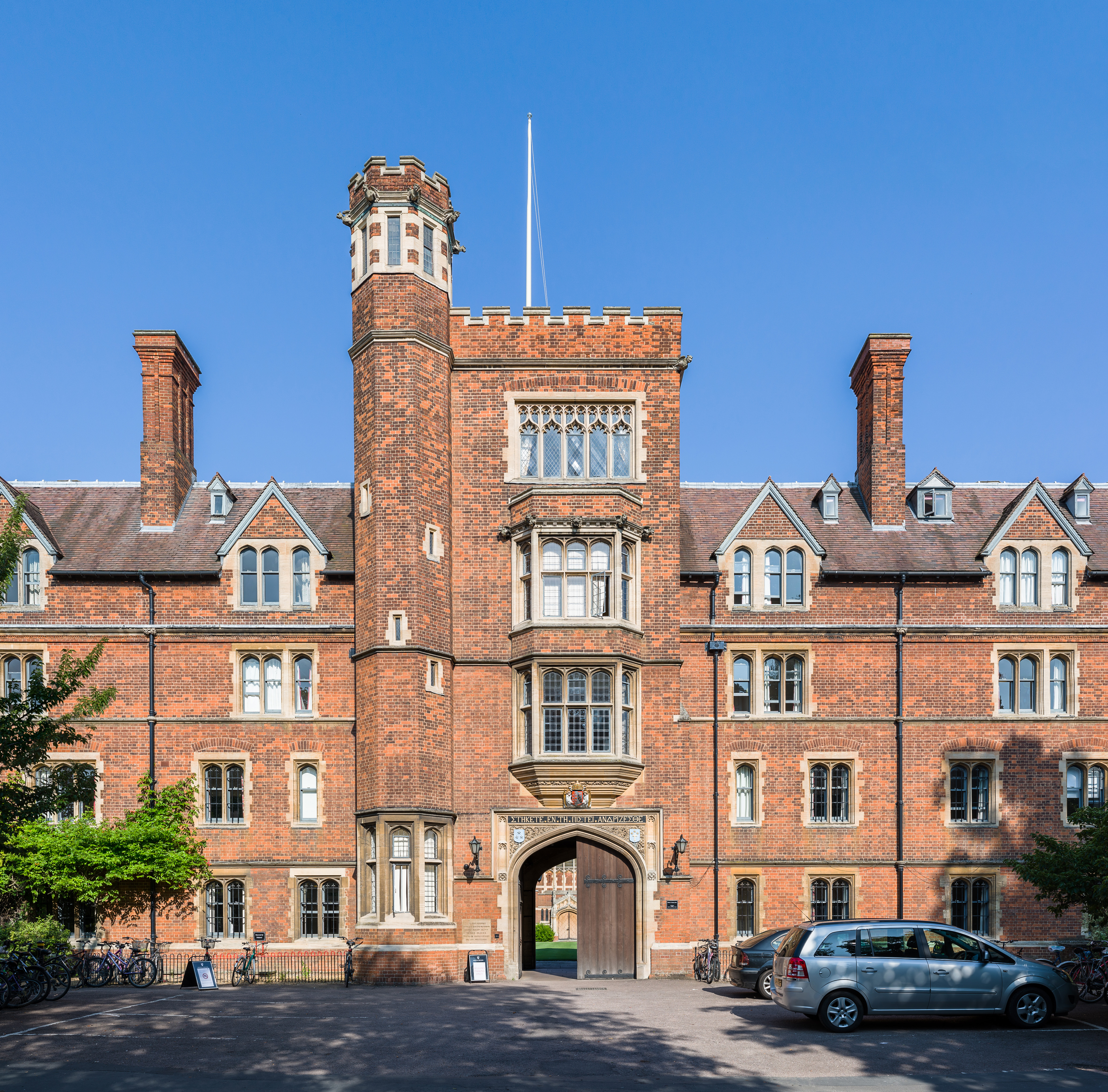
Portal y torre del Selwyn College en la entrada principal al Old Court

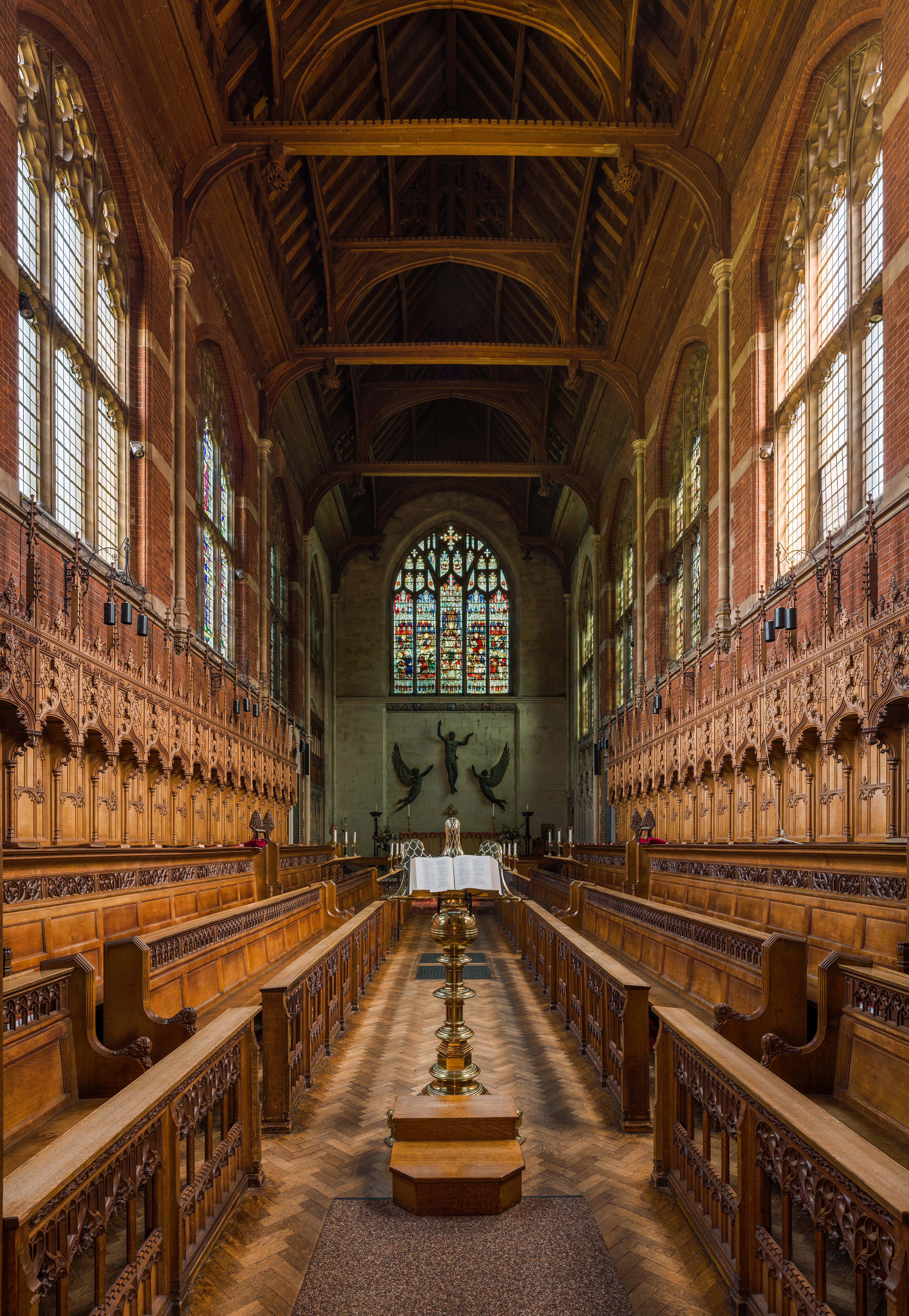
Interior de la capilla

El Selwyn College es uno de los colleges que constituyen la Universidad de Cambridge. Fue fundado en memoria del Reverendo George Augustus Selwyn (1809-1878), el primer Obispo de Nueva Zelanda (1841-1868) y Obispo de Lichfield (1868-1878). El college fue fundado por suscripción, con una misión explícitamente cristiana. El escudo de armas del Selwyn College, incorpora las armas de la familia Selwyn junto con las de la Diócesis de Lichfield.
El Selwyn es un college relativamente pobre para lo que es un college tradicional de Cambridge. En 2006, se estima que tiene un presupuesto de 22 millones de libras y en 2004, los activos fijos de college tuvieron un valor de 70 millones de libras. El college quedó en la posición decimosexta de treinta en una evaluación sobre la riqueza de los colleges llevada a cabo por Varsity en noviembre de 2006. En cuanto a educación el Selwyn está mejor clasificado, habiendo quedado 4º de un total de 29 en la Tompkin’s Table de 2007.

## Historia
Los primeros estudiantes del Selwyn se unieron al Director original y a otros doce profesores en el, entonces, “Public Hostel” de la universidad en 1882. Formalmente se aprobó como college el 14 de marzo de 1958; el Selwyn, junto con otros colleges de Cambridge, inicialmente no admitía mujeres, sin embargo fue uno de los primeros colleges que admitieron mujeres, en 1976.

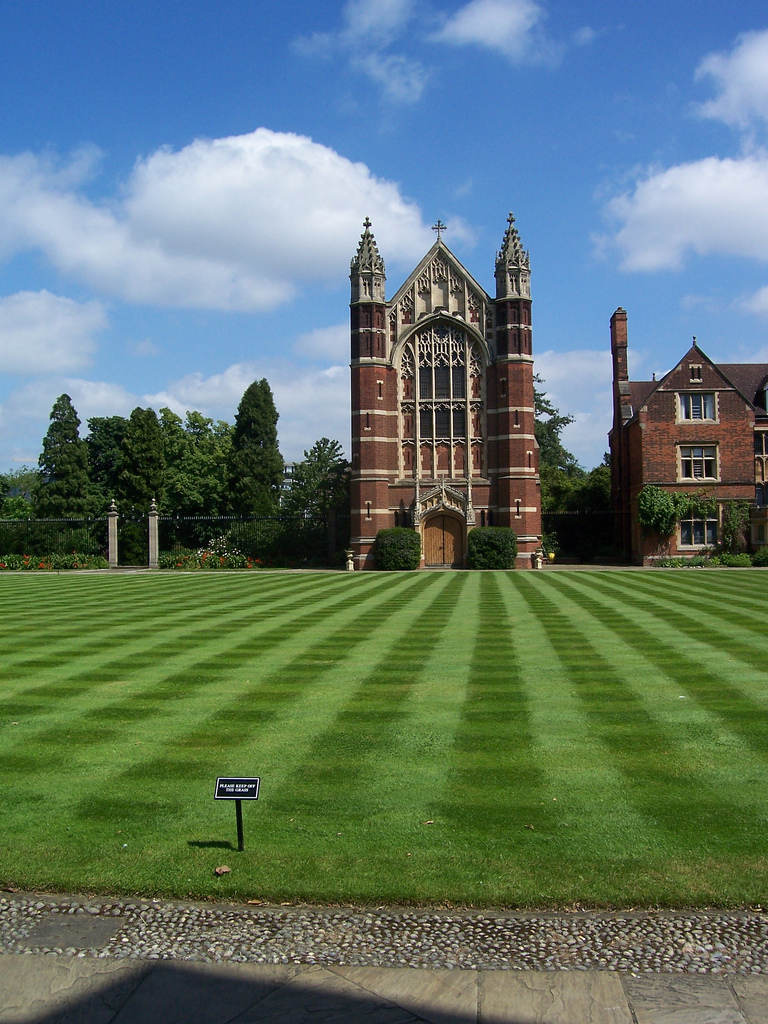
Capilla del Selwyn.

Originalmente, se compraron al Corpus Christi College, Cambridge 24.000 m² de terreno entre Grange Road, West Road y Sidgwick Avenue, y que ahora albergan los tres patios principales del Selwyn, el Old Court, el Cripps Court y el Ann’s Court, junto con algunos edificios que ahora sirven como residencia de los estudiantes, en Grange Road, West Road y Sidgwick Avenue. Este lugar al principio estaba considerado como un lugar remoto lejos del centro de la ciudad, sin embargo, con el crecimiento de los departamentos del college, bibliotecas y nuevas facultades, el Selwyn ahora está el lado del Sidgwick Site, ofreciendo a los estudiantes, de cualquier college de Cambridge, un fácil acceso a los nuevos edificios que allí se encuentran.
El Old Court, construido en ladrillo rojo y en estilo gótico tudor, fue en gran parte diseñado por Sir Arthur Blomsfield, es él están siete escaleras (de la A a la G), junto con una torres, una puerta de entrada, la residencia del Director, la capilla y el comedor. El Cripps Court, llamado así en honor de la Fundación Cripps que donó gran parte de los fondos que se usaron para su construcción (y que también fondeó ampliaciones en el St John’s College, Cambridge y el Queens’ College, Cambridge), fue construido y oficialmente abierto en 1969 en un terreno en el lado opuesto de Grange Road, que era propiedad del Jesus College, Cambridge. En él hay otras siete escaleras (de la H a la N) y aloja a todos los estudiantes de primer año de Selwyn así como a una mezcla de alumnos de otros años y postgraduados. El Ann’s Court, construido en un terreno al norte del Old Court y al sur de West Road, es el patio más moderno: tiene el nombre de Ann Dobson, una de las principales donantes para la construcción del primer bloque, que fue completado en julio de 2005 y que consiste en 44 habitaciones y 15 oficinas, que forman dos escaleras (la O y la P).
El college tiene los permisos necesarios para añadir otras cuatro fases al Ann’s Court, con obras planeadas para llevarse a cabo en los próximos 20 años. Las restantes fases del proyecto extenderán la fachada de ladrillo rojo del college a lo largo de Grange Road hasta la esquina de West Road, añadiendo dos bloques de habitaciones más, una nueva biblioteca y un auditorio.